# De dubbele kick
De dubbele kick is het vierde album van de Nederlandse band Allez Mama.
Het was het eerste album waarop Allez Mama wordt aangevuld door de uit Breda afkomstige Ad van Emmerik, die de blues-harmonica en het rubboard op zich neemt. De wisselwerking tussen de trekzakken en de gitaar enerzijds, en het rauwe, scheurende bluesgeluid van Van Emmerik anderzijds, trekt het geluid van Allez Mama veel meer naar de live-kant toe. Dit in tegenstelling tot het vorige album Indiaan In De Stad, wat echt een studio-album is.
De naam van het album komt van een Amerikaanse uitdrukking die dansmuziek als double clutching (twee keer koppelen). De letterlijke term komt uit de vroege autotechniek. Vóór er gesynchroniseerde versnellingsbakken bestonden, moest de bestuurder, om van versnelling te wisselen, twee keer de koppeling op laten komen (een extra keer tussen de twee versnellingen in) en tussengas geven. Deze term is op onverklaarbare wijze in de muziek terechtgekomen en staat voor muziek met een stevige, dansbare beat. M. "Baaf" Stavenuiter vond dat zijn drumpartijen op dit album veel steviger en rock-achtiger waren dan op de vorigen. Daarop inhakend is de term double-clutchin' zydeco vernederlandst tot De Dubbele Kick.
Het album bevat, naast de vele uptempo nummers en zware gitaarpartijen, ook reggae-invloeden (Oh Laila) en een ballad (Als Je Voelt Dat Je Valt), die Laroux voor zijn oudste dochter heeft geschreven.
Van het album verschenen de clip Wereldbeat Zydeco en de single Beter Laat Dan Nooit.

## Musici
- Lenny Laroux: accordeon, trekzak, zang
- M. "Baaf" Stavenuiter: drums
- Dikki van der Woerdt: gitaar
- Derk Korpershoek: bas
- Ad van Emmerik: mondharmonica

## Tracklist
1. Zonder Vonk Geen Vuur (4:07)
2. Ik Ben Ik (3:24)
3. Oh Laila (4:45)
4. Weet Je Nog Waar Je Was (4:23)
5. Beter Laat Dan Nooit (3:17)
6. Als Je Voelt Dat Je Valt (4:09)
7. Smoor The Blues (3:10)
8. Wereldbeat Zydeco (4:34)
9. Parttime Rebel (3:24)
10. Eenzaamheid (4:14)
11. Kom Naar Bayo (4:27)
12. Lagniappe (1:54)